# 因特罗佐
因特罗佐（義大利語：Introzzo），是意大利莱科省的一个市镇。总面积3平方公里，人口123人，人口密度41.0人/平方公里（2009年）。国家统计（ISTAT）代码为097041。
因特罗佐与德尔维奥、多里奥、苏埃利奥和特雷梅尼科接壤。